# Northrop YA-9
Northrop YA-9 – amerykański prototypowy samolot firmy Northrop biorący na przełomie lat 60. i 70. XX wieku udział w programie A-X (ang. Attack-Experimental) na nowy samolot szturmowy.

## Historia

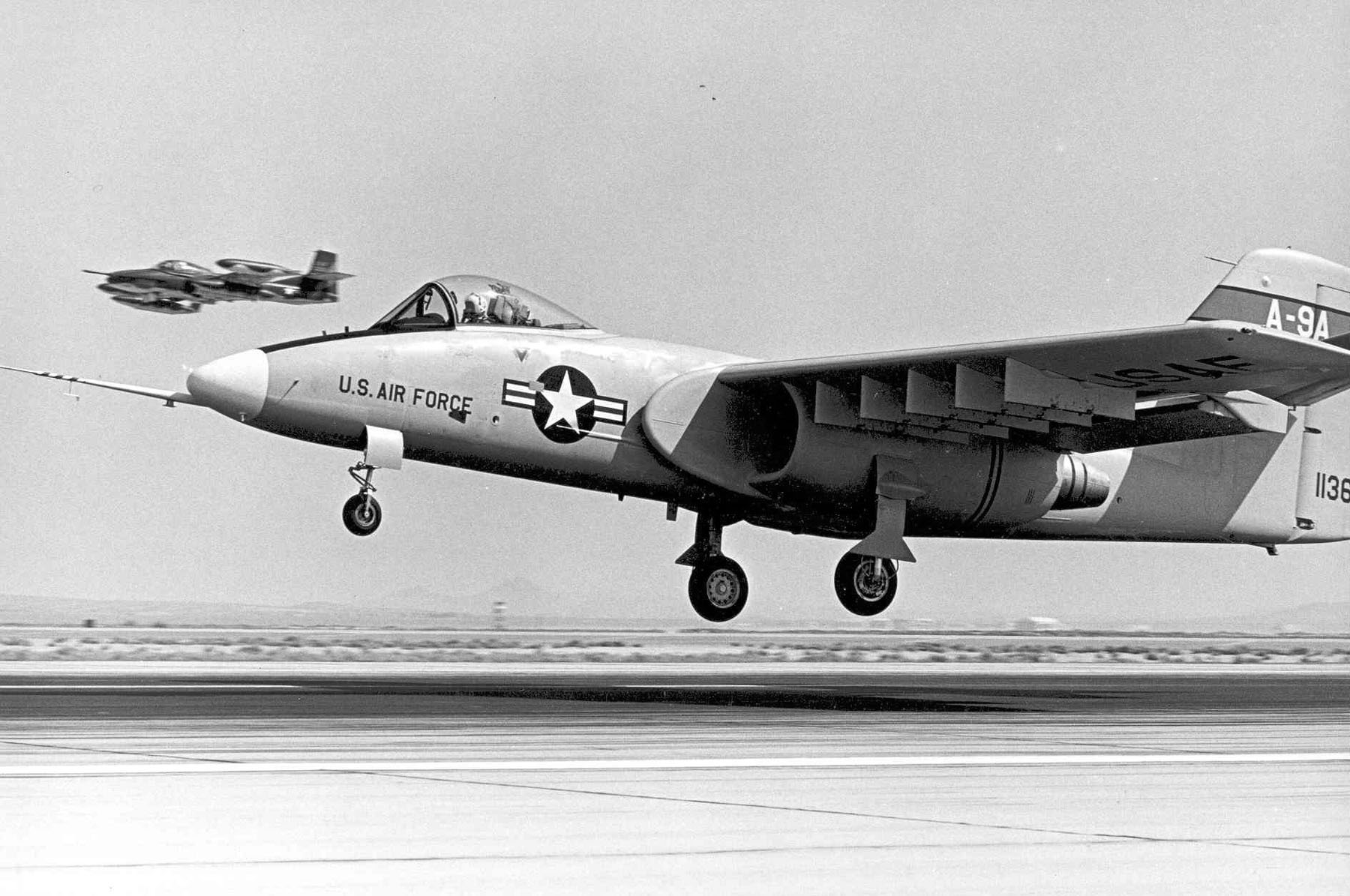

Podczas wojny w Wietnamie jednym z podstawowych zadań amerykańskich sił powietrznych było wspieranie walczących wojsk lądowych. Okazało się, że US Air Force nie dysponuje "rasowym" samolotem szturmowym, zdolnym podołać temu zadaniu w trudnych warunkach terenowych i klimatycznych Wietnamu Południowego. Samoloty North American T-28 Trojan i Cessna A-37 Dragonfly używane w misjach szturmowych z uwagi na swój niewielki udźwig były rozwiązaniem doraźnym, niespełniającym wymagań. W tej sytuacji doskonale sprawdzał się samolot, którego historia sięgała czasów II wojny światowej, Douglas A-1 Skyraider, jednak intensywna eksploatacja oraz ponoszone straty powodowały zmniejszanie się liczby dostępnych samolotów. Padła nawet propozycja ponownego uruchomienia produkcji Skyraiderów, nie doszło jednak do tego dzięki pojawieniu się nowego samolotu szturmowego LTV A-7 Corsair II. W 1966 roku szef sztabu US Air Force, generał John P. McConnell, sformułował wymagania i cechy, jakimi powinien charakteryzować się samolot przeznaczony do wsparcia wojsk lądowych, łączący w sobie cechy Skyraidera i Corsaira II. Na podstawie jego opinii 6 marca 1967 roku 21 wytwórni lotniczych dostało propozycje wzięcia udziału w projekcie A-X. Nowy samolot powinien posiadać napęd turbośmigłowy, którego charakterystyka była korzystniejsza podczas lotu na niskim pułapie od silnika turbowentylatorowego, ponadto zapewniał znaczną długotrwałość lotu.
7 maja 1970 roku wystosowano zapotrzebowanie na propozycje projektowe, w międzyczasie powstały nowe silniki turbowentylatorowe, których parametry spełniały wymagania stawiane samolotom wsparcia. Samolot miał być prosty w konstrukcji, tani oraz posiadać 20 mm działko służące do niszczenia celów opancerzonych, pomimo tego, że takich celów brakowało w Wietnamie, zakładano, że samolot będzie również brał udział w potencjalnym konflikcie w Europie, gdzie należało niwelować ogromną przewagę Związku Radzieckiego w wojskach pancernych. 18 grudnia 1970 roku wyłoniono dwóch finalistów konkursu A-X, były to firmy Fairchild Republic Company z samolotem YA-10A (późniejszy Fairchild A-10 Thunderbolt II) oraz Northrop Corporation Aircraft Division z samolotem YA-9A, obie firmy otrzymały fundusze na budowę 4 prototypów (po dwa na firmę). 20 maja 1972 roku samolot wykonał pierwszy lot, następnie YA-9A, zmontowany w zakładach Northropa w Hawthorne na przedmieściach Los Angeles, przybył do bazy Edwards, gdzie miały się odbyć loty porównawcze obu maszyn.
10 października 1972 roku oba samoloty trafiły w ręce pilotów wojskowych, którzy mieli je przetestować w warunkach jak najbardziej zbliżonych do warunków bojowych. Do 9 grudnia tego samego roku YA-9A spędził w powietrzu 308 godzin. Wyniki testów wskazywały, że projekt Northropa posiada lepsze właściwości pilotażowe, za to projekt konkurencyjny był bardziej odporny na ataki rakietowe i ostrzał z ziemi. 18 stycznia 1973 roku Sekretarz Sił Powietrznych USA zwycięzcą konkursu na nowy samolot szturmowy ogłosił firmę Fairchild i jej samolot YA-10A. Projekt firmy Northrop został zakończony. Oba prototypy trafiły do NASA. Obecnie jeden z nich można oglądać w March Field Air Museum w Riverside w Kalifornii, a drugi w Edwards Air Force Base.

## Konstrukcja
Samolot był metalowym górnopłatem z klasycznym usterzeniem, dużym statecznikiem pionowym i statecznikami poziomymi o dużym wzniosie. Silniki zamocowano w gondolach przylegających do kadłuba poniżej nasady skrzydeł. Kabina pilota była opancerzona. Podwozie trójgoleniowe z przednim podparciem, chowane, przednie do wnęki w kadłubie, główne do wnęk w obudowach wlotów powietrza do silników.